# Кузнецов Юрій Володимирович
Юрій Володимирович Кузнецов (19 серпня 1931, селище Огарьовка, тепер Щокінського району Тульської області, Російська Федерація — 11 квітня 2002, місто Москва, Російська Федерація) — радянський державний діяч, генеральний директор виробничого об'єднання «Прикаспійський гірничо-металургійний комбінат» Мангистауської області Казахської РСР. Член ЦК КПРС у 1990—1991 роках. Герой Соціалістичної Праці (14.09.1984). 

## Життєпис
Народився в робітничій родині. Після закінчення середньої школи вступив на фізико-технічний факультет Уральського політехнічного інституту імені Кірова, який закінчив у 1955 році за спеціальністю інженер-механік.
У 1955—1966 роках — майстер, начальник зміни, начальник відділення, технолог, у жовтні 1966—1973 роках — начальник цеху основного виробництва Чепецького механічного заводу (п/с 38) Міністерства середнього машинобудування СРСР міста Глазов Удмуртської АРСР. 
Член КПРС з 1959 року.
У жовтні 1973 — 1978 року — директор хіміко-гідрометалургійного заводу Прикаспійського гірничо-металургійного комбінату в місті Шевченко (нині Актау).
У 1978—1990 роках — в.о. головного інженера, директор Прикаспійського гірничо-металургійного комбінату з переробки уранової руди в місті Шевченко.
У червні 1990—1992 роках — генеральний директор виробничого об'єднання «Прикаспійський гірничо-металургійний комбінат» Мангистауської області Казахської РСР.
У 1992—1995 роках — голова ради директорів відкритого акціонерного товариства «Акціонерна компанія Каскор» Республіки Казахстан. У березні 1995 року вийшов на пенсію.
З 1996 року — радник генерального директора державного підприємства «Московський завод поліметалів».
Помер 11 квітня 2002 року в Москві. Похований на Щербинському цвинтарі Москви.

## Нагороди і звання
- Герой Соціалістичної Праці (14.09.1984)
- два ордени Леніна (29.07.1966, 14.09.1984)
- орден Жовтневої Революції (10.03.1981)
- медалі
- Державна премія СРСР  (1989)
- Заслужений раціоналізатор РРФСР (1959)
- почесне звання «Ветеран атомної енергетики та промисловості» Російської Федерації (1999)